# 케말 클르츠다로을루

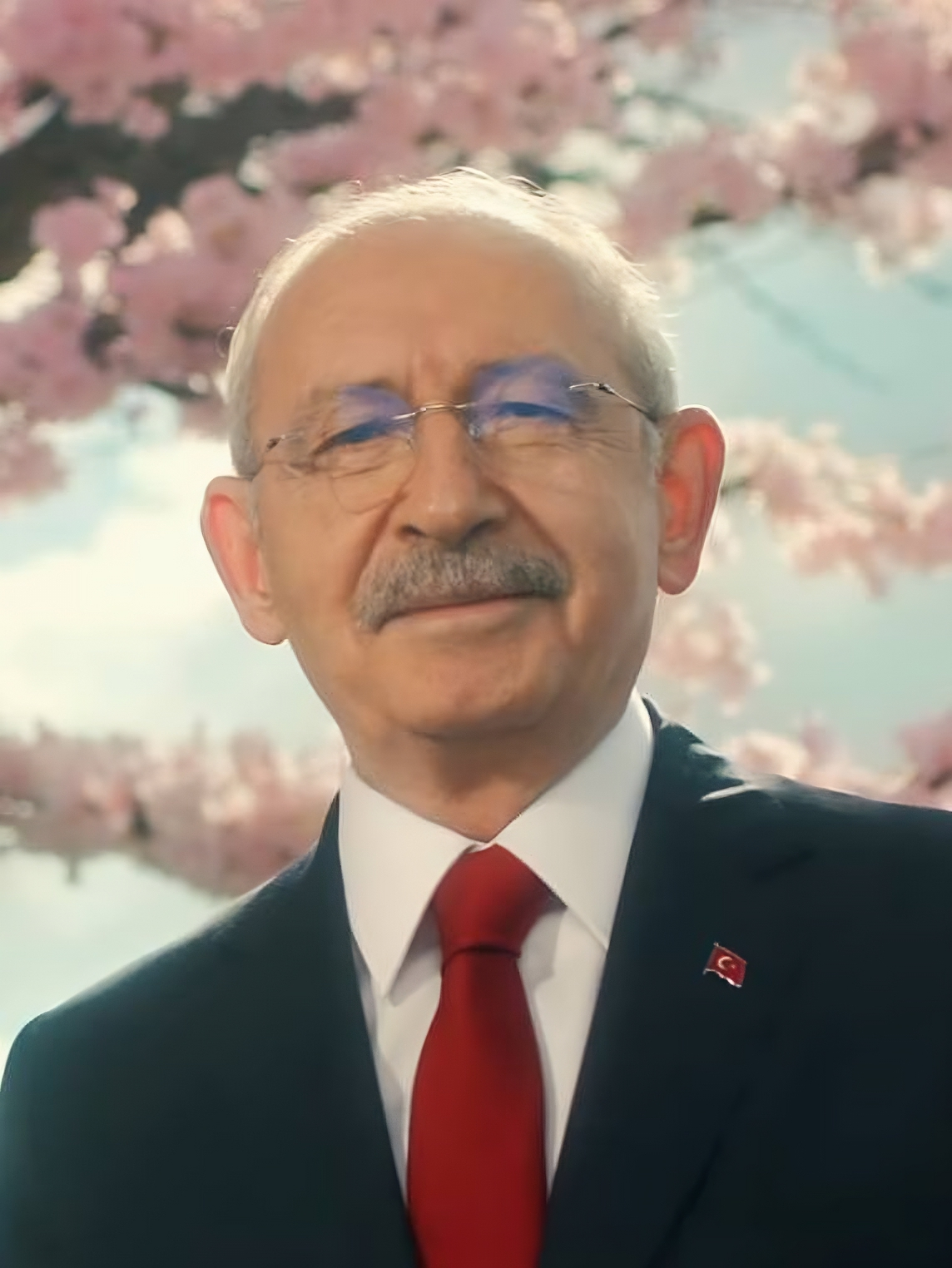
케말 클르츠다로을루(2023년 3월)

케말 클르츠다로을루(튀르키예어: Kemal Kılıçdaroğlu, [ceˈmal kɯɫɯtʃˈdaɾoːɫu], 본명: 케말 카라불루트·Kemal Karabulut, 1948년 12월 17일~)는 튀르키예의 정치인이며, 2010년부터 공화인민당 당수이다. 2002년부터 2015년까지 이스탄불 제2선거구의 국회의원이었으며, 2015년 6월 7일부터는 이즈미르 제2선거구의 국회의원이다.

## 생애
클르츠다로을루는 툰젤리주 나즈미예에서 7명의 자녀들 가운데 넷째로 태어났다. 그의 아버지는 1937년에 일어난 데르심 반란이 실패하면서 추방당한 알레비파 가문 출신이다. 그의 아버지는 1950년대에 원래의 마을 이름을 가진 사람들이 모두 같은 가족의 이름을 갖고 있었기 때문에 원래 이름을 카라불루트에서 클르츠다로을루로 바꿨다.
앙카라 가지 대학교에서 경제학을 전공했으며, 정계에 입문하기 이전에는 공무원으로 근무했다. 1971년부터 튀르키예 재무부에서 회계 전문가로 근무했고, 나중에 회계사로 승진하면서 프랑스에서 전문 교육을 받았다. 1983년에는 튀르키예 재무부 세무국 부국장으로 임명되었고, 투르구트 외잘 총리와 긴밀한 협력 관계를 맺었다.
클르츠다로을루는 1992년부터 1996년까지, 1997년부터 1999년까지 사회보험기관(SSK)의 대표직을 역임했다. 2002년 총선에서 처음으로 당선되었으며, 선거 직후에 공화인민당 원내대표가 되었다. 2009년 지방 선거 당시 이스탄불 시장으로 도전했으나 37%를 득표해 44.71%를 득표한 정의개발당의 카디르 토프바시 현직 시장에 밀려 낙선했다. 2012년 8월 31일 사회주의 인터내셔널의 부의장으로 선출되었다.
클르츠다로을루는 2010년에 사임한 데니즈 바이칼의 뒤를 이어 만장일치로 공화인민당 대표에 선출되었다. 당시 공화인민당의 새로운 희망으로 여겨졌으며, 후에 각종 선거에서 득표율이 늘어나기는 했으나 결과적으로 승리한 적은 한 번도 없었다.

## 역대 선거 결과
| 선거명      | 직책명                       | 대수 | 정당       | 1차 득표율 | 1차 득표수   | 2차 득표율 | 2차 득표수   | 결과 | 당락                      |
| ----------- | ---------------------------- | ---- | ---------- | ---------- | ------------ | ---------- | ------------ | ---- | ------------------------- |
| 2002년 선거 | 국회의원(이스탄불 제2선거구) | 22대 | 공화인민당 | 22.24%     | 347,208표    |            |              | -위  | 이스탄불 시 하원의원 당선 |
| 2007년 선거 | 국회의원(이스탄불 제2선거구) | 23대 | 공화인민당 | 25.36%     | 418,826표    |            |              | -위  | 이스탄불 시 하원의원 당선 |
| 2009년 선거 | 이스탄불 시장                | 30대 | 공화인민당 | 37.00%     | 2,566,704표  |            |              | 2위  | 낙선                      |
| 2011년 선거 | 국회의원(이스탄불 제2선거구) | 24대 | 공화인민당 | 29.39%     | 730,589표    |            |              | -위  | 이스탄불 시 하원의원 당선 |
| 2015년 선거 | 국회의원(이즈미르 제2선거구) | 25대 | 공화인민당 | 45.64%     | 635,152표    |            |              | -위  | 이즈미르 시 하원의원 당선 |
| 2015년 선거 | 국회의원(이즈미르 제2선거구) | 26대 | 공화인민당 | 46.83%     | 668,344표    |            |              | -위  | 이즈미르 시 하원의원 당선 |
| 2018년 선거 | 국회의원(이즈미르 제2선거구) | 27대 | 공화인민당 | 41.55%     | 622,748표    |            |              | -위  | 이즈미르 시 하원의원 당선 |
| 2023년 선거 | 튀르키예의 대통령            | 12대 | 공화인민당 | 44.88%     | 24,594,932표 | 47.82%     | 25,504,552표 | 2위  | 낙선                      |